# 490 (szám)
A 490 (római számmal: CDXC) egy természetes szám.

## A szám a matematikában
A tízes számrendszerbeli 490-es a kettes számrendszerben 111101010, a nyolcas számrendszerben 752, a tizenhatos számrendszerben 1EA alakban írható fel.
A 490 páros szám, összetett szám, kanonikus alakban a 21 · 51 · 72 szorzattal, normálalakban a 4,9 · 102 szorzattal írható fel. Tizenkettő osztója van a természetes számok halmazán, ezek növekvő sorrendben: 1, 2, 5, 7, 10, 14, 35, 49, 70, 98, 245 és 490.
A 490 négyzete 240 100, köbe 117 649 000, négyzetgyöke 22,13594, köbgyöke 7,88374, reciproka 0,0020408. A 490 egység sugarú kör kerülete 3078,76080 egység, területe 754 296,39613 területegység; a 490 egység sugarú gömb térfogata 492 806 978,8 térfogategység.